# Penrhos Feilw

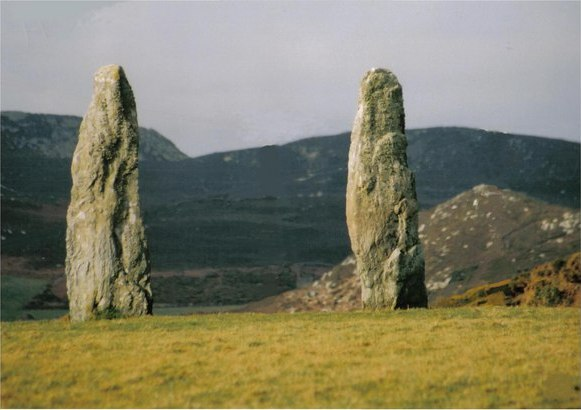
Standing stones von Penrhos Feilw

Das Steinpaar von Penrhos Feilw liegt in Trearddur, etwa südwestlich des Fährhafens von Holyhead auf der Insel Holy Island die zu Anglesey in Wales gehört. Über das Menhirpaar (englisch Standing Stones) hinter dem Bauernhaus von Plas Meilw gibt es wenig Informationen.
Sie stehen auf einem kleinen Plateau, zwischen niedrigen Hügeln mit Blick über die Bucht von Porth Dafarch. Im Nordwesten liegt, etwas mehr als zwei Kilometer entfernt, der Holyhead Mountain, der die Skyline dominiert. Die Steinreihe ist aber nicht auf diesen markanten Berg ausgerichtet. Die Steine wurden wahrscheinlich während der Bronzezeit aufgestellt. Obwohl sie etwa drei Meter hoch und an ihrer Basis einen Meter breit sind, sie nicht mehr als 20 cm dick und erinnern an die Giant’s-Grave-Menhire in Cumbria.
Die Steine sind Südwest-Nordost orientiert und trotz der Spekulation, dass sie der Rest eines Steinkreises sind, wofür keine Beweise vorliegen, gibt es die Geschichte, dass einst eine Steinkiste bei ihnen stand, in der Knochen, Pfeilspitzen und ein Speer gefunden wurden. Aber es gibt keine Hinweise darauf, dass diese lokale Überlieferung einen wahren Kern hat.
In Trearddur liegt auch der Dolmen von Trefignath.